# Францишкув (Ліпський повіт)
Францишкув (пол. Franciszków) — село в Польщі, у гміні Жечнюв Ліпського повіту Мазовецького воєводства.
У 1975-1998 роках село належало до Радомського воєводства.